# ولیکا ایونچا
ولیکا ایونچا (به لاتین: Velika Ivanča}} یک زیستگاه انسانی در صربستان است که در بلگراد واقع شده‌است.

## خصوصیات
ولیکا ایونچا ۱٬۸۷۸ نفر جمعیت دارد.